# Tendinitis
Eine Tendinitis (abgeleitet von lateinisch tendo ‚Sehne‘ und griechisch -itis (-ίτις) ‚entzündlich(e Erkrankung)‘; deutsch ‚Sehnenentzündung‘) ist der medizinische Fachbegriff für eine entzündliche Erkrankung der Sehnen im Rahmen einer Gewebeschädigung (Mikroläsionen) der betroffenen Sehnenstruktur. In der Folge kann es zu einer entzündlichen Reaktion kommen, die nach Galen klassischerweise zu bestimmten wahrnehmbaren Veränderungen führen kann (Rötung, Überwärmung, Schwellung, Schmerzen, Funktionseinschränkungen).

## Ursachen und Beschreibung
Eine eindeutige Ursache ist selten erkennbar. Am häufigsten treten Entzündungen an den Sehnen auf, die mit dem Schultergelenk verbunden sind (Rotatorenmanschette). Doch auch an den Handgelenken und an der Ferse werden Sehnenentzündungen beobachtet, die durch Dauerbelastung und falsche Haltungen entstehen und gefördert werden (Sehnenscheiden- und Achillessehnen-Entzündung).
Pathophysiologisch kommt es nach der Gewebeschädigung (häufig wegen einer Überbeanspruchung der Sehne) zu kleinen Sehneneinrissen oder zu einer kurzen Minderdurchblutung des Sehnengewebes. Die akute Abnahme der Wandspannung der kleinen Arterien und die Konstriktion der kleinen Venen mit nachfolgender Mehrdurchblutung führt zu den klassischen Zeichen einer Entzündung mit Rötung und Überwärmung. Wegen des hohen Drucks innerhalb der Blutgefäße kommt es zum Austritt von Blutplasma in das umliegende Gewebe: Es entwickelt sich eine ödematöse Schwellung. Im weiteren Verlauf können sich die Schmerzreaktionen vor allem durch proinflammatorische Zytokine und Interleukine sogar noch verstärken. Die Sehnenschädigungen entwickeln sich langsam meist über mehrere Jahre, aber meist lässt sich ein akuter Auslöser der Probleme zuordnen.
In seltenen Fällen kann eine Tendinitis auch auf eine vorangegangene Behandlung mit einem Fluorchinolonantibiotikum wie z. B. Levofloxacin zurückgeführt werden.
Bei chronischen Entzündungen kann es zu einer pathologischen Strukturveränderung der Sehne kommen, die in einigen Fällen mit einer Kalkeinlagerung verbunden ist (z. B. Tendinitis calcarea oder auch Kalkschulter genannt). Die pathologische Veränderung der Sehnen heißt auch Tendopathie oder am Sehnenansatz Enthesiopathie, wenn keine begleitende akute entzündliche Reaktion vorliegt.

## Behandlungsmöglichkeiten
Bei der Therapie stehen antiphlogistische Maßnahmen im Vordergrund. Zunächst ist eine Belastungsreduktion der betroffenen Sehne unumgänglich, um eine weitere Reizung oder gar Schädigung des Gewebes zu vermeiden. Zusätzlich muss lokal gekühlt werden (Kryotherapie), um den entzündlichen Prozess aufzuhalten. Hilfreich sind häufig Injektionen mit Kortikosteroid, die die Schmerzen abklingen lassen.
Zusätzlich sollte die Haltung verbessert bzw. verändert werden. Maßnahmen zur Veränderung der Nährstoffversorgung der betroffenen Körperregionen sollten in Erwägung gezogen werden.

## Quelle
- Roche Lexikon Medizin [Elektronische Ressource]. 5. Auflage. Elsevier GmbH / Urban & Fischer Verlag, München/Jena 2003, ISBN 3-437-15072-3.